# Les Écorces
Les Écorces är en kommun i departementet Doubs i regionen Bourgogne-Franche-Comté i östra Frankrike. Kommunen ligger i kantonen Maîche som tillhör arrondissementet Montbéliard. År 2022 hade Les Écorces 766 invånare.

## Befolkningsutveckling
Antalet invånare i kommunen Les Écorces
Referens:INSEE